# Попово (Тюшинское сельское поселение)
Попово — деревня в Смоленской области России, в Кардымовском районе. Население — 1 житель (2007 год). Расположена в центральной части области в 4 км к западу от Кардымова, у автодороги Р134 «Старая Смоленская дорога» Смоленск — Дорогобуж — Вязьма — Зубцов, на берегу реки Большой Вопец. Входит в состав Тюшинского сельского поселения.

## История
В 1943 году жители деревни отказались эвакуироваться вместе с отступавшими немецкими войсками на запад и укрылись в овраге. Были найдены карательным отрядом и все 26 человек расстреляны.